# Römisches Brandgräberfeld Trimport
Koordinaten: 49° 54′ 38″ N, 6° 35′ 58″ O
Das Römische Brandgräberfeld Trimport ist ein römisches Grabfeld in der Ortsgemeinde Trimport im Eifelkreis Bitburg-Prüm in Rheinland-Pfalz.

## Beschreibung
Das Brandgräberfeld befindet sich nordöstlich von Trimport in Richtung Dahlem in Hanglage unmittelbar am Aulbach.
Das Grabfeld wurde offensichtlich längere Zeit genutzt, was durch Funde aus verschiedenen Zeiten nachgewiesen werden konnte. Die Mehrzahl lässt jedoch eine Datierung in das 1. Jahrhundert n. Chr. zu.

## Archäologische Befunde
Es handelt sich um ein relativ großes römisches Grabfeld, dass beidseitig des Aulbaches angelegt wurde. 1913 kam es zur Zerstörung der Anlage, es wurden jedoch zahlreiche Funde geborgen und untersucht. Es handelt sich um einige Bronzegefäße, Eisenwerkzeuge, ein Glasfläschchen sowie Keramik. Im Bereich der Keramik sind vor allem südgallische Sigillatellen nennenswert sowie einige frührömische Bronzefibeln.
Neben den häufig vorkommenden Funden wurden in Trimport auch einige besonders bemerkenswerte Funde geborgen, die auf teilweise reich ausgestattete Grabstellen schließen lassen. Hierzu zählen handgemachte Keramik aus der Spätlatènezeit, drei keltische Münzen sowie zwei spätrepublikanische Denare.
Aufgrund der diversen Befunde aus verschiedenen Zeitepochen geht man davon aus, dass das Grabfeld bereits in der Spätlatènezeit belegt wurde, während die meisten Gräber aus dem 1. Jahrhundert n. Chr. stammen. Die jüngsten Befunde lassen auf die letzten Bestattungen im 2. Jahrhundert. n. Chr. schließen.

## Erhaltungszustand und Denkmalschutz
Das Brandgräberfeld befindet sich heute in einer Ackerfläche und ist seit der Zerstörung sowie der späteren landwirtschaftlichen Nutzung nicht mehr vor Ort erhalten.
Das Grabfeld ist als eingetragenes Kulturdenkmal im Sinne des Denkmalschutzgesetzes des Landes Rheinland-Pfalz (DSchG) unter besonderen Schutz gestellt. Nachforschungen und gezieltes Sammeln von Funden sind genehmigungspflichtig, Zufallsfunde an die Denkmalbehörden zu melden.